# 古斯克里克鎮區 (伊利諾伊州皮亞特縣)
古斯克里克鎮區（英語：Goose Creek Township）是位於美國伊利諾伊州皮亞特縣的一個行政鎮區。

## 地方資料
根據2010年美國人口普查的數據，古斯克里克鎮區的面積為156.10平方千米，當中陸地面積為156.10平方千米，而水域面積為0.00平方千米。當地共有人口767人，而人口密度為每平方千米4.91人。